# Mi Na
Mi Na (米娜T, Mǐ NàP; Shijiazhuang, 5 agosto 1986) è un'atleta paralimpica cinese specializzata nel getto del peso, lancio del disco e lancio del giavellotto e classificata F37 in quanto affetta da paralisi cerebrale.

## Biografia
Ha iniziato a praticare l'atletica leggera nel 2005 e nel 2008 era già campionessa olimpica del getto del peso e del lancio del disco F37-38 ai Giochi paralimpici di Pechino.
Nel 2011 anche ai campionati mondiali paralimpici di Christchurch ha ottenuto due medaglie d'oro nel getto del peso e nel lancio del disco F37, classificandosi inoltre quarta nel lancio del giavellotto F38. L'anno successivo ha partecipato alla sua seconda Paralimpiade, quella di Londra 2012, tornando a casa con due medaglie d'oro nel getto del peso e lancio del disco F37.
Nel 2013 è tornata a conquistare il titolo iridato nel getto del peso e lancio del disco F37 ai campionati del mondo paralimpici di Lione, mentre nel 2014, ai Giochi para-asiatici di Incheon, ha raggiunto il gradino più alto del podio nel getto del peso F37 e nel lancio del disco F35-36-37, arrivando invece seconda nel lancio del giavellotto F37-38.
Nel 2015 si è riconfermata campionessa mondiale del getto del peso e lancio del disco F37 ai alla rassegna iridata paralimpica di Doha, dove ha anche vinto la medaglia d'argento nel lancio del giavellotto F37. L'anno seguente ha preso parte ai Giochi paralimpici di Rio de Janeiro 2016, dove si è classificata seconda nel getto del peso e lancio del giavellotto F37 e prima nel lancio del disco F38.
Nel 2017 è riuscita a ottenere la tripletta di medaglie d'oro nel getto del peso F37, lancio del disco F38 e lancio del giavellotto F37 ai mondiali paralimpici di Londra, mentre nel 2018 è arrivata prima nel getto del peso F35-36-37 e nel lancio del disco F37-38 ai Giochi para-asiatici di Giacarta.
Dopo aver conquistato la medaglia d'oro nel lancio del disco F38 e quella d'argento nel getto del peso F37 ai mondiali paralimpici di Dubai 2019, nel 2021 ha partecipato ai Giochi paralimpici di Tokyo, da dove è tornata con la medaglia d'oro nel lancio del disco F38 e quella d'argento nel getto del peso F37.

## Palmarès
| Anno | Manifestazione       | Sede           | Evento                        | Risultato | Prestazione | Note |
| ---- | -------------------- | -------------- | ----------------------------- | --------- | ----------- | ---- |
| 2008 | Giochi paralimpici   | Pechino        | Getto del peso F37-38         | Oro       | 11,58 m     |      |
| 2008 | Giochi paralimpici   | Pechino        | Lancio del disco F37-38       | Oro       | 33,67 m     |      |
| 2011 | Mondiali paralimpici | Christchurch   | Getto del peso F37            | Oro       | 11,16 m     |      |
| 2011 | Mondiali paralimpici | Christchurch   | Lancio del disco F37          | Oro       | 31,46 m     |      |
| 2011 | Mondiali paralimpici | Christchurch   | Lancio del giavellotto F38    | 4ª        | 26,78 m     |      |
| 2012 | Giochi paralimpici   | Londra         | Getto del peso F37            | Oro       | 12,20 m     |      |
| 2012 | Giochi paralimpici   | Londra         | Lancio del disco F37          | Oro       | 35,35 m     |      |
| 2012 | Giochi paralimpici   | Londra         | Lancio del giavellotto F37-38 | 4ª        | 28,48 m     |      |
| 2013 | Mondiali paralimpici | Lione          | Getto del peso F37            | Oro       | 11,72 m     |      |
| 2013 | Mondiali paralimpici | Lione          | Lancio del disco F37          | Oro       | 33,09 m     |      |
| 2014 | Giochi para-asiatici | Incheon        | Getto del peso F37            | Oro       | 11,96 m     |      |
| 2014 | Giochi para-asiatici | Incheon        | Lancio del disco F36-37-38    | Oro       | 31,57 m     |      |
| 2014 | Giochi para-asiatici | Incheon        | Lancio del giavellotto F37-38 | Argento   | 29,52 m     |      |
| 2015 | Mondiali paralimpici | Doha           | Getto del peso F37            | Oro       | 13,56 m     |      |
| 2015 | Mondiali paralimpici | Doha           | Lancio del disco F38          | Oro       | 33,59 m     |      |
| 2015 | Mondiali paralimpici | Doha           | Lancio del giavellotto F37    | Argento   | 29,70 m     |      |
| 2016 | Giochi paralimpici   | Rio de Janeiro | Getto del peso F37            | Argento   | 13,73 m     |      |
| 2016 | Giochi paralimpici   | Rio de Janeiro | Lancio del disco F38          | Oro       | 37,60 m     |      |
| 2016 | Giochi paralimpici   | Rio de Janeiro | Lancio del giavellotto F37    | Argento   | 30,18 m     |      |
| 2017 | Mondiali paralimpici | Londra         | Getto del peso F37            | Oro       | 12,66 m     |      |
| 2017 | Mondiali paralimpici | Londra         | Lancio del disco F38          | Oro       | 35,08 m     |      |
| 2017 | Mondiali paralimpici | Londra         | Lancio del giavellotto F37    | Oro       | 26,22 m     |      |
| 2018 | Giochi para-asiatici | Giacarta       | Getto del peso F35-36-37      | Oro       | 13,20 m     |      |
| 2018 | Giochi para-asiatici | Giacarta       | Lancio del disco F37-38       | Oro       | 36,99 m     |      |
| 2019 | Mondiali paralimpici | Dubai          | Getto del peso F37            | Argento   | 12,95 m     |      |
| 2019 | Mondiali paralimpici | Dubai          | Lancio del disco F38          | Oro       | 37,50 m     |      |
| 2021 | Giochi paralimpici   | Tokyo          | Getto del peso F37            | Argento   | 13,69 m     |      |
| 2021 | Giochi paralimpici   | Tokyo          | Lancio del disco F38          | Oro       | 38,50 m     |      |
| 2023 | Mondiali paralimpici | Parigi         | Getto del peso F37            | Bronzo    | 12,50 m     |      |
| 2023 | Mondiali paralimpici | Parigi         | Lancio del disco F38          | Bronzo    | 35,77 m     |      |
| 2024 | Mondiali paralimpici | Kōbe           | Getto del peso F37            | Bronzo    | 12,83 m     |      |
| 2024 | Mondiali paralimpici | Kōbe           | Lancio del disco F38          | Argento   | 38,45 m     |      |
| 2024 | Giochi paralimpici   | Parigi         | Getto del peso F37            | Argento   | 13,19 m     |      |